# Borys Jevhenovyč Paton
Borys Jevhenovyč Paton (in ucraino Борис Євгенович Патон?, in russo Борис Евгеньевич Патон?, Boris Evgen'evič Paton; Kiev, 27 novembre 1918 – Kiev, 19 agosto 2020) è stato un ingegnere e fisico sovietico (dal 1992  ucraino), studioso nel campo della fisica dei materiali, in particolare nella metallurgia. Fu per lungo tempo il presidente dell'Accademia Nazionale delle Scienze dell'Ucraina e dell'Accademia Russa delle Scienze.
Fu anche deputato del Soviet Supremo dell'URSS (1962-1989), membro del Presidium del Soviet Supremo della RSS Ucraina (1963-1980), membro del Comitato Centrale del PCUS (1966-1991), membro del Partito Comunista dell'Unione Sovietica dal 1952.

## Biografia
Paton nacque il 27 novembre 1918 a Kiev nella famiglia dello scienziato e fondatore del Paton Institute of Electric Welding di Kiev, il professor Evgeny Paton. Evgeny Paton era (come suo figlio) famoso per i lavori sulla saldatura elettrica.  Il primo ponte saldato a Kiev, il ponte Paton, fu costruito sotto la supervisione di Evgeny Paton e prese il suo nome.  La madre di Paton junior era una casalinga. Paton junior nacque nell'edificio della residenza dei professori del Kyiv Polytechnic Institute, dove suo padre insegnava. Nel 1941, Borys Paton completò il Kyiv Polytechnic Institute e divenne ingegnere.
Durante la seconda guerra mondiale, nel 1941 e nel 1942, Paton lavorò e progettò circuiti elettrici presso la fabbrica Krasnoye Sormovo n. 112 a Gorky. I suoi progetti contribuirono ad aumentare la produzione di carri armati sovietici. Nel 1941, Borys Paton si laureò in ingegneria all'Istituto politecnico di Kiev.
Nel 1952 conseguì il dottorato in scienze tecniche e divenne noto per il suo impegno nel campo della saldatura elettrica. Nello stesso anno Paton si unì al Partito Comunista dell'Unione Sovietica. Nel 1953 divenne capo del Paton Institute of Electric Welding. (L'istituto era stato fondato e precedentemente guidato da suo padre).
Paton entrò a far parte dell'Accademia nazionale delle scienze dell'Ucraina il 18 novembre 1958. Dal 1963 al 1991 fu membro dell'Accademia delle scienze dell'Unione Sovietica. Paton fu nominato presidente dell'Accademia nazionale delle scienze dell'Ucraina nel 1962 e mantenne questa carica fino alla sua morte. A Paton fu anche offerto di dirigere l'Accademia delle scienze dell'Unione Sovietica a Mosca, ma rifiutò.  Era convinto che avrebbe dovuto lavorare a Kiev, presso l'Istituto di saldatura elettrica dei suoi genitori e l'Accademia ucraina delle scienze.
Paton fu deputato del Soviet Supremo dell'Unione Sovietica dal 1962 al 1989.
Ottenne la presidenza dell'Accademia Nazionale delle Scienze il 18 novembre 1958 e fu la prima persona a venire insignita del titolo di Eroe dell'Ucraina.
Nei primi anni '70 e '80 Paton aveva consigliato alle autorità sovietiche di non costruire la centrale nucleare di Chernobyl.
Nel gennaio 2008 Paton fu nominato membro del Consiglio di Sicurezza e Difesa Nazionale dell'Ucraina con un decreto del presidente Viktor Yushchenko. Alle elezioni presidenziali ucraine del 2010 fu un rappresentante della candidata Yulia Tymoshenko e nell'agosto 2011 fu uno dei dieci firmatari della cosiddetta "Lettera dei Dieci", una lettera di esponenti dell'intellighenzia ucraina a sostegno della politica del presidente Viktor Yanukovich.
Paton venne riconfermato per un altro mandato come presidente dell'Accademia Nazionale delle Scienze dell'Ucraina nel 2015 e non presentò la sua candidatura per l'incarico nel marzo 2020. Paton non ha mai denunciato completamente il passato dell'Ucraina come parte dell'Unione Sovietica. Nel 2019 dichiarò di essere contrario alle politiche di decomunizzazione.
Paton morì il 19 agosto 2020 all'età di 101 anni.  Fu sepolto nel cimitero di Baikove tre giorni dopo.
Borys Paton è stato autore di oltre 1.000 pubblicazioni, tra cui 20 monografie, e responsabile di più di 400 invenzioni.

## Vita privata
Paton era sposato con Olha Paton ed ebbe una figlia, Yevheniya, anch'essa scienziata. Yevheniya è morta nel 2009 e quattro anni dopo è morta anche la moglie di Paton. Da allora Paton è stato accudito dalla nipote, Olha.

## La ricerca
Paton dedicò la sua ricerca scientifica a:
- saldatura ad arco sommerso automatica e semiautomatica
- sviluppo di basi teoriche per la realizzazione di macchine automatiche e semiautomatiche per saldatura ad arco elettrico e alimentatori per saldatura
- ricerca delle condizioni di combustione ad arco lungo e della sua regolazione
- risolvere i problemi di gestione dei processi di saldatura
- creazione di nuovi materiali funzionali

Sotto la sua guida è stata creata la saldatura elettroscoria, che è diventata un metodo di saldatura fondamentalmente nuovo. Paton ha condotto la ricerca sull'applicazione di fonti di calore per saldatura per il miglioramento della qualità del metallo fuso. Su questa base è stata fondata una nuova branca della metallurgia chiamata elettrometallurgia speciale (elettroscoria, saldatura ad arco al plasma e rifusione a fascio di elettroni). È stato il primo ricercatore ad avviare un'intensa attività di ricerca nel campo dell'uso della saldatura e delle tecnologie correlate nello spazio.